# Oberst-gruppenführer
Oberst-gruppenführer foi de 1942 até 1945 a segunda patente mais alta da SS. A escrita correta desse posto era Oberst-gruppenführer, assim feito para evitar confusão com o posto anterior Obergruppenführer. Seu nível superior, Reichsführer-SS, era uma patente especial usada por Heinrich Himmler.

## Visão Geral
O Oberst-Gruppenführer era considerado o equivalente a um coronel-general (Generaloberst) no exército alemão, que geralmente é visto como o equivalente a um general de quatro estrelas ou general do exército em outras forças armadas.
O posto foi proposto pela primeira vez no início de 1942 como um possível posto futuro para comandantes da Waffen-SS que poderiam ser promovidos a comandar Grupos de Exércitos. A liderança de Heer imediatamente se opôs à criação de um posto de coronel-general da SS, uma vez que os comandantes do exército achavam que nenhum general da SS deveria ter uma autoridade tão grande e que os comandos de combate da SS deveriam ser restritos ao nível do Corpo e da Divisão. A ideia de Exércitos e Grupos de Exércitos SS era algo que poucos desejavam ver se desenvolver – dois Exércitos SS acabariam sendo estabelecidos (o 6º e o 11º Exércitos SS). Nenhum Grupo de Exércitos SS foi criado.

## Histórico de Promoções
Em abril de 1942, por autoridade pessoal de Adolf Hitler, o posto de SS-Oberst-Gruppenführer foi concedido pela primeira vez. A nomeação foi para o tesoureiro do Partido Nazista e chefe do RZM, Franz Xaver Schwarz. No mesmo dia foram emitidas ordens para uma dupla promoção dentro do Ordnungspolizei, tornando Kurt Daluege um Generaloberst der Polizei ao mesmo tempo. O posto de Daluege foi a única promoção policial para este posto. As duas últimas das quatro promoções do Oberst-Gruppenführer foram feitas em 1944, desta vez para generais da Waffen-SS. A data de graduação de Sepp Dietrich era retroativa a 1942, tornando-o o oficial mais graduado da Waffen-SS. A lista final de antiguidade foi a seguinte:
- Franz Xaver Schwarz, 20 de Abril de 1942 (... Allgemeinen SS)
- Josef "Sepp" Dietrich, 20 de Abril de 1942 (... Panzer-Generaloberst der Waffen-SS)
- Kurt Daluege, 20 de Abril de 1942 (... Generaloberst der Polizei)

- Paul Hausser, 1 de Agosto de 1944 (...  Generaloberst der Waffen-SS)

Franz Xaver Schwarz, que ocupou o cargo de Ehrenführer (líder honorário), foi o único detentor do posto que não recebeu o título equivalente de polícia ou Waffen-SS. A patente Oberst-Gruppenführer era usada na túnica cinza da Waffen-SS, na túnica cinza de serviço da SS ou, no caso de Daluege, no uniforme da polícia alemã. Não há registros fotográficos da insígnia sendo usada no uniforme cerimonial preto, que havia caído em desuso quando o posto foi criado. Em 1944, Himmler ofereceu nomear Albert Speer ao posto honorário de Oberst-Gruppenführer. Speer recusou, não desejando ser formalmente subordinado a Himmler. O sucessor de Himmler, Karl Hanke, nunca ocupou o posto de Oberst-Gruppenführer, mas foi nomeado Reichsführer-SS do grau inferior de Obergruppenführer. Hans-Adolf Prützmann afirmou ter sido promovido ao posto em abril de 1945 por decreto pessoal de Adolf Hitler; A afirmação de Prützmann não é apoiada por evidências documentais ou fotográficas, levando a maioria dos textos de história a listar sua classificação final como Obergruppenführer.